# Las Navas del Marqués
Las Navas del Marqués es un municipio y localidad española de la provincia de Ávila, en la comunidad autónoma de Castilla y León. Con 5187 habitantes en 2017 era el municipio más poblado de la comarca Valle del Alberche y Tierra de Pinares y el cuarto de la provincia, tras Ávila, Arévalo y Arenas de San Pedro. 
Situado en la vertiente meridional de la sierra de Malagón y limítrofe con la Comunidad de Madrid, se trata de un municipio caracterizado por su extenso entorno natural. Monumentos como el Castillo-Palacio de Magalia o el Convento de Santo Domingo y San Pablo están declarados como bienes de interés cultural, aunque la localidad cuenta con otros atractivos artísticos y culturales como la Iglesia de San Juan Bautista o la Atalaya-Mirador de Eiffel.

## Geografía

### Ubicación
El municipio, situado en el extremo oriental de la provincia de Ávila, limita al norte con El Espinar, Villacastín, Navas de San Antonio (Segovia) y Peguerinos (Ávila), al este con Santa María de la Alameda y Valdemaqueda (Madrid), al sur con San Bartolomé de Pinares y al oeste con Navalperal de Pinares (Ávila).
| Noroeste: Villacastín (Segovia) y Aldeavieja | Norte: El Espinar (Segovia), (Segovia) y Navas de San Antonio (Segovia) | Noreste: Peguerinos                                   |
| Oeste: Navalperal de Pinares                 |                                                                         | Este: Santa María de la Alameda (Comunidad de Madrid) |
| Suroeste: San Bartolomé de Pinares           | Sur: San Bartolomé de Pinares                                           | Sureste: Valdemaqueda (Comunidad de Madrid)           |

### Orografía
| Altura sobre el nivel del mar |
| --- |
| - Plaza de la Villa: 1282 m - Risco de Santa Ana: 1340 m - Alto de Cartagena: 1539 m - Navazuelo: 1642 metros - Barrio de la Estación: 1224 m - Ciudad Ducal: 1250 m |

Las Navas del Marqués se encuentra en la vertiente meridional de la sierra de Malagón, en el sistema Central. Flanqueada esta sierra por la sierra de Guadarrama y las Parameras de Ávila.
La cima más alta de la sierra de Malagón, situada en Las Navas, es el Navazuelo con 1642 metros, siendo el punto más bajo los 920 m del extremo meridional del término. Las Navas del Marqués se encuentran situadas en una depresión entre montañas y en su término municipal se alternan pequeños montes con escarpadas pendientes, así como numerosos riscos de granito en un paisaje típico de montaña.

### Hidrografía
El río Valtravies afluente del Cofio, que a su vez es afluente del Alberche, y este a su vez es del Tajo, nace en la villa y discurre por la linde entre Las Navas y los pueblos al este. Más de un centenar de fuentes surgen en Las Navas dando lugar a varios arroyos, como el arroyo de la Retuerta, al oeste de la villa, que origina el embalse y el lago de Ciudad Ducal.

### Clima
Al tratarse de una zona de baja montaña en el centro de la península, el clima presenta inviernos largos, duros y veranos suaves. Son frecuentes las heladas nocturnas desde noviembre hasta mayo y ocasionalmente en invierno se producen nevadas, aunque no es frecuente que la nieve permanezca más de uno o dos días. Las lluvias se concentran en otoño y primavera y puntualmente se producen tormentas, de lluvia o granizo, en agosto. Las máximas en verano se sitúan generalmente por debajo de los treinta grados y en invierno no suelen superar los 5 grados, sin embargo, las rachas de viento suelen dejar una sensación térmica mucho menor. Según la Clasificación climática de Köppen se trata de un clima frío y seco de veranos suaves (Csb).
| Parámetros climáticos promedio de Las Navas del Marqués en el periodo 1971-2003 | Parámetros climáticos promedio de Las Navas del Marqués en el periodo 1971-2003 | Parámetros climáticos promedio de Las Navas del Marqués en el periodo 1971-2003 | Parámetros climáticos promedio de Las Navas del Marqués en el periodo 1971-2003 | Parámetros climáticos promedio de Las Navas del Marqués en el periodo 1971-2003 | Parámetros climáticos promedio de Las Navas del Marqués en el periodo 1971-2003 | Parámetros climáticos promedio de Las Navas del Marqués en el periodo 1971-2003 | Parámetros climáticos promedio de Las Navas del Marqués en el periodo 1971-2003 | Parámetros climáticos promedio de Las Navas del Marqués en el periodo 1971-2003 | Parámetros climáticos promedio de Las Navas del Marqués en el periodo 1971-2003 | Parámetros climáticos promedio de Las Navas del Marqués en el periodo 1971-2003 | Parámetros climáticos promedio de Las Navas del Marqués en el periodo 1971-2003 | Parámetros climáticos promedio de Las Navas del Marqués en el periodo 1971-2003 | Parámetros climáticos promedio de Las Navas del Marqués en el periodo 1971-2003 |
| Mes | Ene.                                                                            | Feb.                                                                            | Mar.                                                                            | Abr.                                                                            | May.                                                                            | Jun.                                                                            | Jul.                                                                            | Ago.                                                                            | Sep.                                                                            | Oct.                                                                            | Nov.                                                                            | Dic.                                                                            | Anual                                                                           |
| --- | ------------------------------------------------------------------------------- | ------------------------------------------------------------------------------- | ------------------------------------------------------------------------------- | ------------------------------------------------------------------------------- | ------------------------------------------------------------------------------- | ------------------------------------------------------------------------------- | ------------------------------------------------------------------------------- | ------------------------------------------------------------------------------- | ------------------------------------------------------------------------------- | ------------------------------------------------------------------------------- | ------------------------------------------------------------------------------- | ------------------------------------------------------------------------------- | ------------------------------------------------------------------------------- |
| Temp. media (°C) | 2.90                                                                            | 4.10                                                                            | 6.40                                                                            | 7.50                                                                            | 11.90                                                                           | 16.50                                                                           | 19.90                                                                           | 20.30                                                                           | 16.10                                                                           | 10.50                                                                           | 6.20                                                                            | 3.60                                                                            | 10.50                                                                           |
| Precipitación total (mm) | 79.40                                                                           | 56.40                                                                           | 50.80                                                                           | 73.90                                                                           | 76.60                                                                           | 38.90                                                                           | 19.80                                                                           | 16.40                                                                           | 36.90                                                                           | 104.20                                                                          | 102.60                                                                          | 92.90                                                                           | 748.90                                                                          |
| Fuente: Ministerio de Agricultura, Alimentación y Medio Ambiente. Datos de precipitación para el periodo 1971-2003 y de temperatura para el periodo 1972-2003 en Las Navas del Marqués 2 de octubre de 2012 |                                                                                 |                                                                                 |                                                                                 |                                                                                 |                                                                                 |                                                                                 |                                                                                 |                                                                                 |                                                                                 |                                                                                 |                                                                                 |                                                                                 |                                                                                 |

## Flora y fauna
- Robles de la Fuente del Saúco.
- Cigüeña Negra en Ciudad Ducal.
- Pinares.

## Historia
Rodrigo Méndez Silva, en el siglo XVII, escribe en su obra "Población de España":

«Faldas de vna fierra diftante tres leguas al Efcurial, que del otro lado cae, yaze la villa de las Nauas, llamada del Marques, 800. vezinos, gran trato de muy buenos paños, proueyendo varias partes deftos Reynos, mucho ganado, caças, razonablemente pan. Tiene vna Parroquia, vn Conuento de Frayles Dominicos, y funtuofo Palacio: haze por armas las de fus dueños, en efcudo azul treze roeles de oro. Fundaronla Hebreos de Nabucodonofor, Años 590. antes de nuesftra falud, nombrando Nauas, que fuena Majada de paftores, o lugar de buenos paftos.
Eftando defierta, la pobló nueuamente el Conde don Ramon, yerno de Alonfo Sexto Caftellano, año 1090.
Y boluiendo a deshabitarfe, Gil Blazquez de Auila, Hernan Lian, don Iñigo, y don Marquez, a orden del Rey Alonfo Sabio año 1275. Es cabeça de Marquefado, cuyo titulo dio el Emperador Carlos V a don Pedro de Auila, tercer Conde de Rifco.»
Rodrigo Méndez Silva. Población de España. Siglo XVII.

Si bien la tradición sitúa el nacimiento de Las Navas en la época de Nabucodonosor II, por judíos, no existe ninguna prueba que lo atestigüe y la teoría se considera, en la actualidad, descabellada. Sí existen pruebas de asentamientos humanos durante la Alta Edad Media, probablemente pastores, que utilizaban estas tierras al tratarse de "tierra de nadie", enclavadas entre el norte, cristiano, y el sur, musulmán.
Las navas debe su nombre al marqués Don Pedro de Dávila, que mandó construir el castillo-palacio de Magalia hacia el 1540.
Historia contemporánea
Se puede decir que la historia de Las Navas, la historia del último siglo, se va conociendo poco a poco. Y mal. No hay un estudio serio. Hay estudios parciales. Tenemos la Alcabala del Viento. Respuestas Generales del Catastro de Ensenada. Nº 50. Las Navas del Marqués, que se cita, más abajo como libro. Así como las repercusiones de la Desamortización de Mendizabal. Y en cuanto al hecho más relevante y trágico como fue la guerra del 36-39 se pasa de puntillas aún. Se debe sin duda a que a perdura en el recuerdo y algunos de los que participaron viven. Se sabe que por aquí estuvo la mítica Columna Mangada, fiel a la República y que se dieron combates encarnizados. El pueblo, como la mayoría de los pueblos, quedó dividido entre los partidarios de una parte y de la otra.
Las tropas nacionales de Rada y Angulo tomaron Las Navas el 22 de octubre de 1936.

## Demografía
Las Navas del Marqués cuenta con una población de 5590 habitantes (INE 2024).
| Gráfica de evolución demográfica de Las Navas del Marqués entre 1842 y 2021                                                                                               |
| |
| Población de derecho según los censos de población del INE. Población de hecho según los censos de población del INE.En este censo se denominaba Las Navas Marqués: 1970. |

El 16,31% de la población son extranjeros principalmente de origen Magrebí (859 personas según el INE de 2022).

## Economía
Tradicionalmente, la situación orográfica de Las Navas le confería una economía de montaña donde la principal fuente de ingresos era la ganadería de vacuno. Una parte importante de la población vivía de la venta de leche y terneros producidos en pequeñas explotaciones familiares. Sin embargo, en los últimos años, los problemas del sector han mermado la influencia de la ganadería en el pueblo y, aunque aún perviven algunas explotaciones, el sector está abocado a desaparecer pues los jóvenes naveros no están tomando el relevo de las explotaciones familiares como era tradicional.
La economía navera actual esta fuertemente influenciada por su cercanía a Madrid, que ha permitido el desarrollo de actividades ligadas a la construcción: albañilería, carpintería, fontanería, etc. Se trata, en general, de trabajadores autónomos o de pequeñas empresas, que no suelen superar la decena de empleados, que se desplazan diariamente a Madrid y sus alrededores a cubrir la demanda del sector.
Por otra parte, el entorno natural de Las Navas  ha favorecido la existencia de un sector comercial y de ocio ligado al turismo de fin de semana y así, existen una treintena de bares y son numerosos los pequeños comercios y supermercados dedicados principalmente a la alimentación, destacando la venta de carnes de ternera.

## Símbolos
El escudo y bandera municipales fueron aprobados oficialmente por decreto el 15 de diciembre de 1993. El blasón en el que se basa el escudo heráldico municipal es el siguiente:

«Sobre campo de azur, trece roeles de oro culminando en la cima la Corona Real.»
Boletín Oficial de Castilla y León nº 16 de 21 de abril de 1994

La bandera se define así:

«Sobre campo verde una gran cruz blanca excéntrica hacia la izquierda de 1/3 de anchura y en la intersección de la cruz el Escudo de la Villa.»
Boletín Oficial de Castilla y León nº 16 de 21 de abril de 1994

El escudo procede de las antiguas armas de la Casa Dávila, que ostentaba el Marquesado de Las Navas y el Señorío de Villafranca.

## Administración y política
Administración local
| Partido Popular                   | 1394 | 8 |
| Partido Socialista Obrero Español | 686  | 4 |
| Vox                               | 158  | 1 |

Corrupción política

## Cultura

### Patrimonio
El término municipal de Las Navas del Marqués cuenta con dos edificios de interés histórico catalogados con la figura de protección de Bien de Interés Cultural. Se tratan del Palacio Castillo de Magalia y del Convento de Santo Domingo y San Pablo.
Castillo-Palacio de Magalia
El Castillo-Palacio de Magalia es de estilo renacentista. Pedro Dávila y Zúñiga ordenó su construcción hacia 1540. Fue declarado monumento histórico-artístico nacional (antecedente de la figura de bien de interés cultural) el 3 de junio de 1931.
Convento de Santo Domingo y San Pablo
El convento fue fundado en 1545 sobre unos terrenos cedidos a la Orden de predicadores. Los muros son de cantería de granito grande pero irregular, salvo en la fachada con cadenas de sillares, contrafuertes y ángulos. Muestra en planta una sola nave con cinco tramos, crucero ligeramente destacado y cabecera poligonal. La decoración de la cabecera es sobria y de estilo herreriano. Fue declarado por Real Decreto bien de interés cultural el 12 de febrero de 1982. Fue abandonado tras la desamortización de Mendizábal pasando a manos particulares tras la subasta que tuvo lugar en 1845.
Iglesia parroquial de San Juan
Iglesia de tres naves. En su interior cuenta con un retablo barroco y un órgano del siglo XII.
Iglesia de Nuestra Señora de la Asunción
Ermita del Santísimo Cristo de Gracia
Ermita de San Antonio
Atalaya-Mirador de Eiffel
Torre construida en 1873 en hierro y madera, erróneamente atribuida a Gustave Eiffel (se ha demostrado que ni él ni sus colaboradores tuvieron nada que ver con su diseño y construcción), se empleó como atalaya forestal hasta los años 80.

### Revistas
- Se edita anualmente, por el Ayuntamiento, la revista Entre Pinares.
- Durante los 90 del pasado siglo se editó desde Las Navas la revista cultural Caminar Conociendo.

### Fiestas
Las fiestas patronales se celebran en la semana del segundo domingo de julio y están dedicadas al Cristo de Gracia. Durante cinco días todo el pueblo se lanza a la calle y disfruta de las tradicionales actividades, procesiones en honor al Santísimo Cristo de Gracia, Verbenas hasta altas horas de la madrugada, corridas de toros, concurso de potes naveros, el día de las tapas y otros actos con gran participación.
Además, la semana del segundo domingo de agosto, se celebra la conocida como "Semana Grande", en honor del Cristo de la Salud, con romería el día 15 al sitio denominado "El Valladar" y a la ermita del barrio de la Estación.

### Folclore
La tradición folclórica es compartida con el resto de Castilla y así es popular la jota. Sin embargo, existe como peculiaridad el conocido como "Baile de Tres", que lo baila un hombre con dos mujeres y tiene por música "el Gerineldo". Romance medieval del que se conservan numerosas versiones, entre ellas una versión sefardí, en Tánger. La versión navera comienza así:

Gerineldo, Gerineldo.

Gerineldito pulido,

Quién te pillara esta noche

Tres horas a mi albedrío.

--Como soy vuestro criado,

señora, burláis conmigo.

--No me burlo, Gerineldo,

que de veras te lo digo.

--¿A qué hora, gran señora,

me vengo a lo prometido?

--Entre las doce y la una,

cuando el rey esté dormido.
 Conservado en la tradición oral navera.

### Gastronomía
Destacan las patatas revolconas conocidas en el pueblo como pote navero que es un guiso a base de patatas y torreznos con pimentón, las morcillas y los cachuelos. Como en toda la provincia existe una buena variedad de carne de ternera, chuletones y solomillos asados.